# Єлизавета Пфальцька (1483—1522)
Єлизавета Пфальцька (нім. Elisabeth von der Pfalz; 16 листопада 1483 — 24 червня 1522) — пфальцграфиня Рейнська з династії Віттельсбахів, донька курфюрста Пфальцу Філіпа Щирого та герцогині Ландсгут-Баварської Маргарити, дружина ландграфа Гессен-Марбургу Вільгельма III Молодшого, а після його смерті — маркграфа Бадену Філіпа I.

## Біографія
Народилась 16 листопада 1483 року у Гайдельберзі. Була п'ятою дитиною та старшою донькою в родині курфюрста Пфальцу Філіпа Щирого та його дружини Маргарити Баварської. Мала старших братів Людвіга, Філіпа, Рупрехта та Фрідріха. Згодом сімейство поповнилося дев'ятьма молодшими дітьми.
Курпфальц за часів правління Філіпа переживав свій розквіт. Двір у Гайдельберзі був центром Німецького Відродження.
12 лютого 1496 року у Гайдельберзі був підписаний шлюбний контракт Єлизавети з ландграфом Гессен-Марбургу Вільгельмом III. Наречений мав великі доходи, які спрямовував на розширення своїх володінь та розвиток будівництва. До цього планувалося його весілля з Анастасією Бранденбурзькою, однак за кілька місяців по смерті батька, він розірвав заручини, ймовірно, за порадою гофмайстра Ганса фон Дьорнберга, який відав усіма державними справами у ландграфстві.
Вінчання 14-річної Єлизавети та 27-річного Вільгельма III пройшло восени 1498 року у Франкфурті-на-Майні. Вказуються дати 30 вересня або 16 жовтня. Повідомляється, що Вільгельм успадкував від батька любов до полювання, однак мав слабке здоров'я, що стало причиною численних паломництв в останні роки його життя. Шлюб пари залишився бездітним. Ландграф помер у лютому 1500 року після падіння з коня на полюванні.
До Єлизавети мало перейти майже усе графство Канценельнбоген, як удовина частка. Втім, Вільгельм II, який успадкував Марбурзькі землі й об'єднав Гессен під своєю владою, сперечався з батьком і братом Єлизавети щодо її удовиної долі. Особливо, суперечка розпалилася через зверхнє ставлення курфюрста до ландграфа, який відзначався честолюбством і самовпевненістю. Теж нещодавно овдовілий, він відмовився брати шлюб з Єлизаветою, як того вимагала пфальцька партія, й одружився з близькою Габсбургам принцесою, Анною Мекленбурзькою.

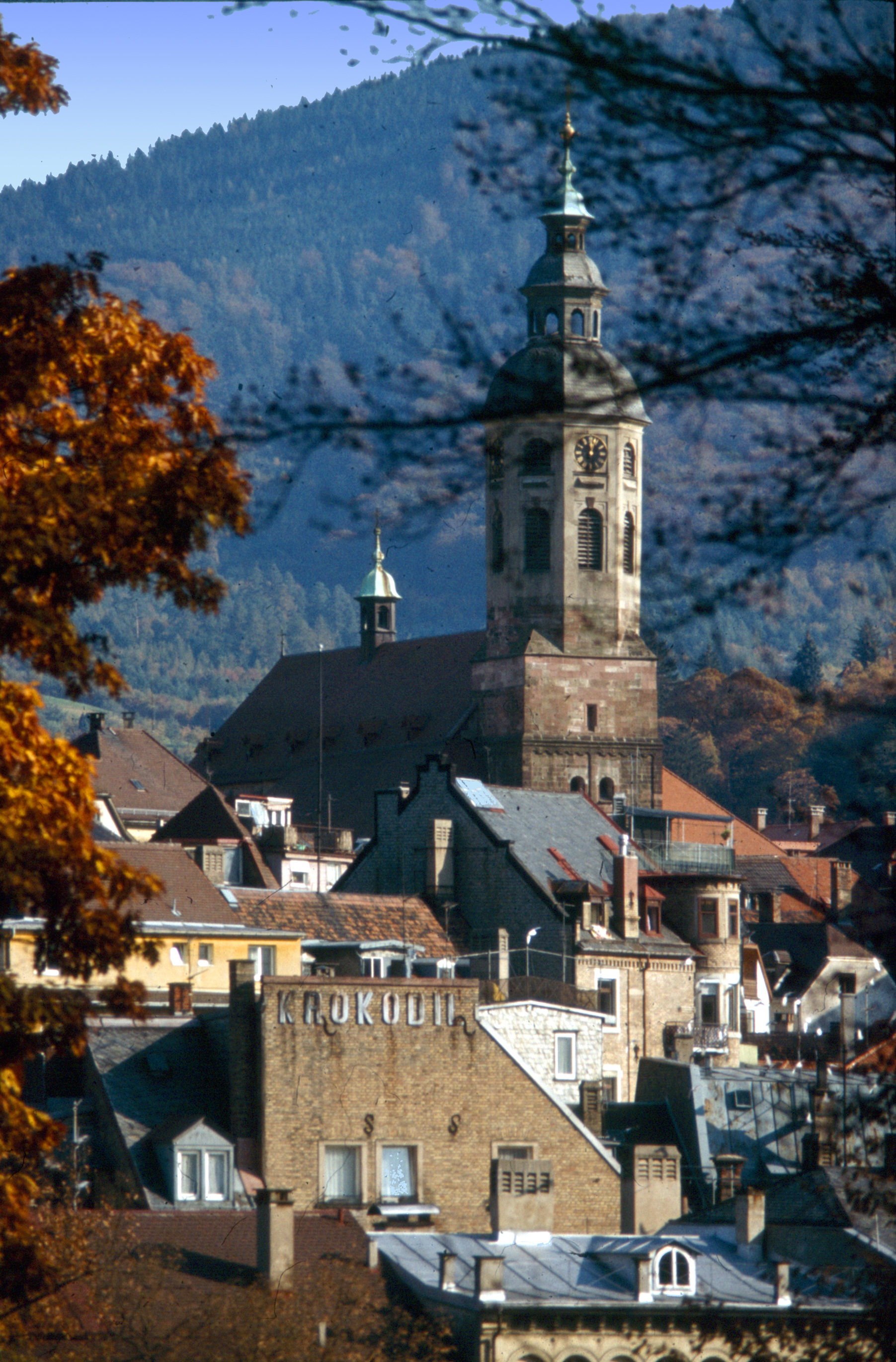
Колегіальна церква Баден-Бадену

Єлизавета у віці 19 років узяла другий шлюб із 23-річним Філіпом Баденським, п'ятим сином правлячого маркграфа Крістофа I. Весілля відбулося 3 січня 1503 року у Гайдельберзі. У подружжя з'явилося шестеро дітей, з яких вижила лише старша донька.
Старий маркграф вважав Філіпа найбільш здатним до управління країною та планував зробити своїм наступником, однак інші сини виступали проти. У 1515 році Крістоф був відсторонений від влади, і маркграфством надалі колективно керували Філіп з братами Бернхардом III та Ернстом. Офіційного розподілу земель не відбувалося, Філіп відав основною частиною т.з. Нижнього маркграфства.
Єлизавета померла 24 червня 1522 року у Баден-Бадені. Була похована у місцевій Колегіальній церкві.

## Родина
Чоловік — Вільгельм III (ландграф Верхнього Гессену)
Діти:
- Марія Якоба (1507—1580) — дружина герцога Баварії Вільгельма IV Непохитного, мала доньку та трьох синів;
- Філіп (1508—1509) — помер немовлям;
- Філіп Якоб ( 1511) помер немовлям;
- Марія Єва (10—11 січня 1513) прожила 1 день;
- Йоганн Адам ( 1516) помер немовлям;
- Макс Каспар ( 1519) помер немовлям.